# Leuchtturm Swakopmund
Der Leuchtturm Swakopmund ist ein Leuchtturm in der namibischen Küstenstadt Swakopmund. Er wurde 1902 von der Deutschen Schutztruppe mit einer Höhe von 11 Metern aus Granit erbaut und ergänzte ein rotes Leuchtfeuer auf einer 6,5 m hohen Säule auf der Molenspitze der Swakopmunder Mole.

## Geschichte
Die Anlage des Leuchtturms wurde ähnlich der des Leuchtturms von Dueodde, der Südspitze von Bornholm gewählt. In der Mitte erhebt sich der runde Turm um den sich segmentförmig die Nebengebäude für Wärter und Material gruppieren. Fundamente und Sockel der Nebengebäude sind aus Bruchsteinen erstellt, Mauerwerk, Treppe und Plattform aus Zementbeton mit Eiseneinlage.
Die Baukosten betrugen 24.507 Mark. 1910 wurde der Turm um weitere knapp 17 Meter auf insgesamt 28 Meter erhöht.
Das 1982 installierte Leuchtfeuer auf 35 Meter Höhe sendet alle 10 Sekunden zwei weiße Blitze im Abstand von 2,3 Sekunden aus. Eine Doppelgalerie befindet sich in 28 Meter Höhe. Die Lichter sind bis zu einer Entfernung von 33 Kilometer zu sehen; ursprünglich waren es 14 Kilometer.
Am Fuße des Leuchtturms befinden sich die zwei ehemaligen Leuchtturmwärter- und Materiallagerhäuser, in denen in den letzten Jahren ein Restaurant untergebracht war.
Der Leuchtturm gilt heute als Wahrzeichen Swakopmunds. Sein Bild wurde auch in das Wappen der Stadt Swakopmund von 2009 übernommen. Der Turm ist in Besitz der Hafenbetreibergesellschaft Namibian Port Authority und wurde zuletzt 2016 renoviert.
Die Außerbetriebnahme und Ersatz durch einen neuen Leuchtturm wurde Anfang 2019 genehmigt, jedoch anschließend nicht umgesetzt.

## Bildergalerie

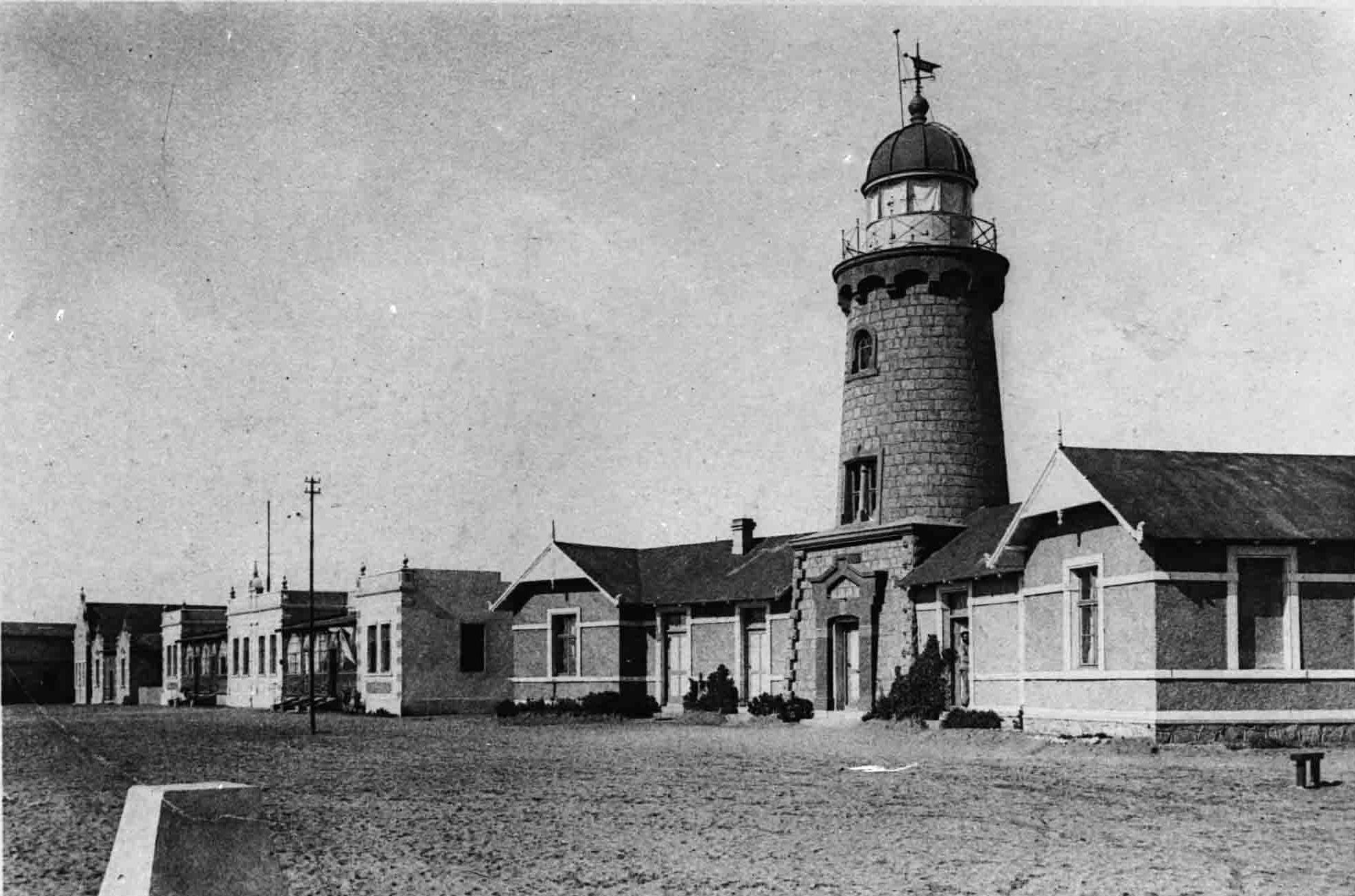
Leuchtturm (1902)
Leuchtturm und Bezirksamt (um 1910)
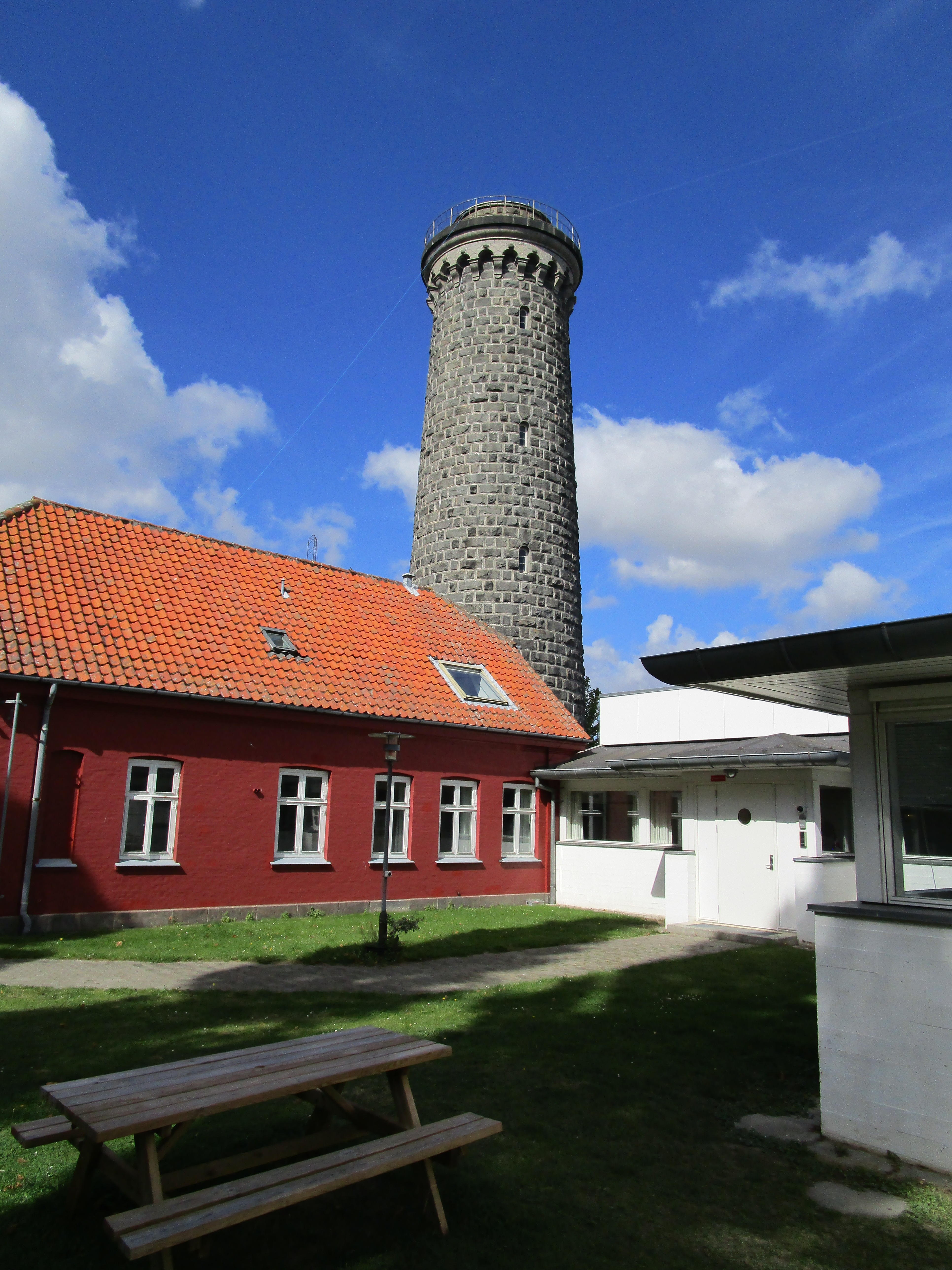
Alter Leuchtturm Dueodde (1880–1962)
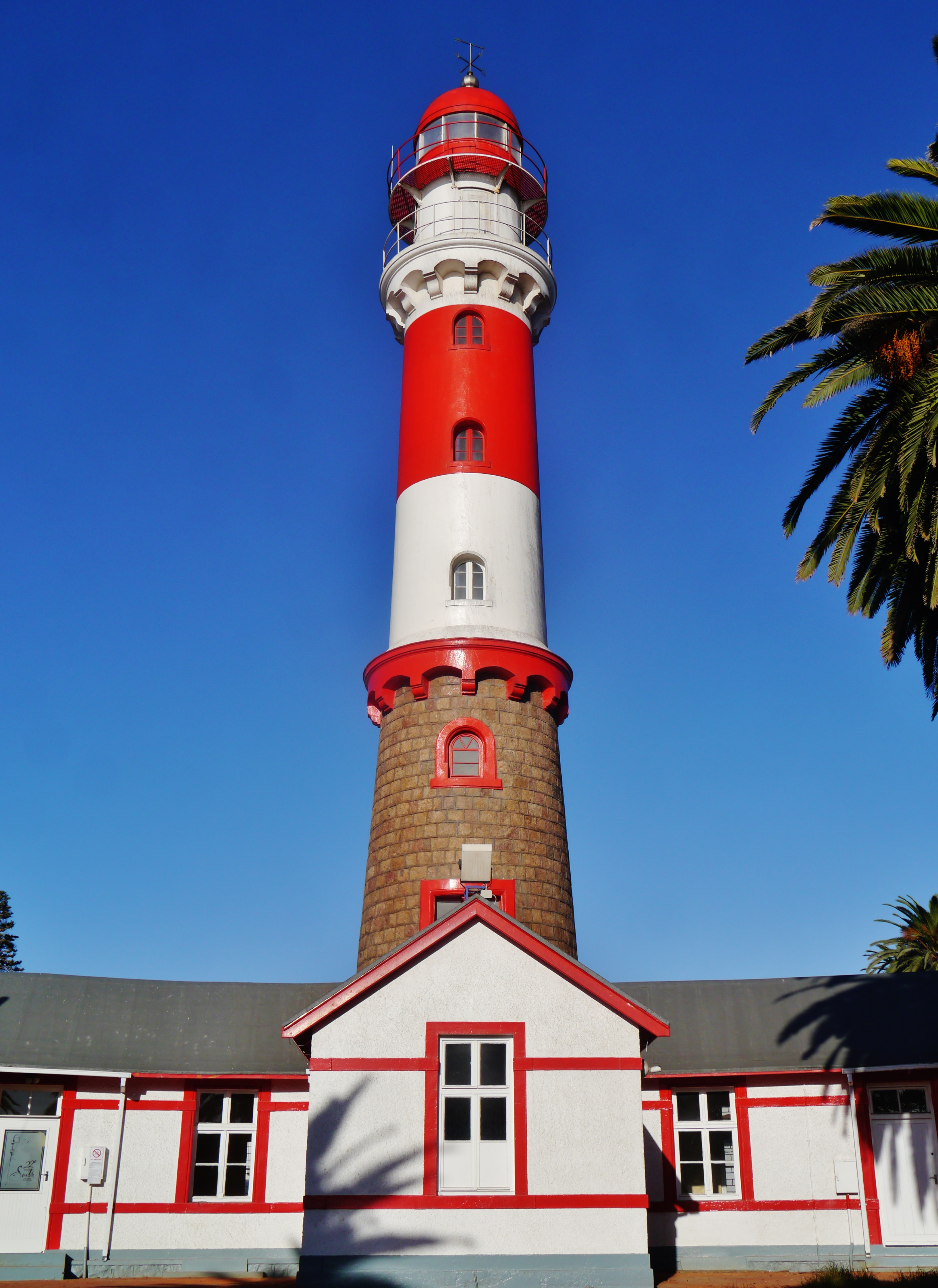
Ansicht Leuchtturm, 2017
Neues Wappen, seit 2009